# Alfio Vandi
Alfio Vandi (né le 7 décembre 1955 à Santarcangelo di Romagna, dans la province de Rimini en Émilie-Romagne) est un coureur cycliste italien, dont la carrière, commencée au milieu des années 1970, s'achève à la fin des années 1980.

## Biographie
Professionnel de 1976 à 1988 dans diverses équipes, Alfio Vandi a notamment remporté le classement du meilleur jeune du Tour d'Italie 1976 pour sa première participation et la semi-classique Milan-Turin,. 

## Palmarès et résultats

### Palmarès amateur
- 1974
  - 3e du Gran Premio Pretola
- 1975
  - Coppa della Pace
  - 2e et 6e étapes du Tour de la Vallée d'Aoste
  - Turin-Valtournenche
  - Modène-Tignale
  - Castellania-Alassio
  - 3e du Tour de la Vallée d'Aoste

### Palmarès professionnel
- 1976
  -  Classement du meilleur jeune du Tour d'Italie
  - Tour de Vénétie
  - 7e du Tour d'Italie
- 1977
  - 1re étape de Tirreno-Adriatico
  - 3e du Grand Prix de Forli
  - 3e du Grand Prix de la ville de Camaiore
  - 4e du Tour d'Italie
  - 6e du Tour de Lombardie
  - 9e du Tour de Catalogne
  - 10e de la Flèche wallonne
- 1978
  - 2e du Grand Prix de l'industrie et de l'artisanat de Larciano
  - 2e du Tour des Apennins
  - 3e de la Ruota d'Oro
  - 3e du Tour d'Émilie
  - 5e du Tour de Lombardie
  - 7e du Tour d'Italie
- 1979
  - Milan-Turin
  - 9e du Tour de Lombardie
- 1980
  - 3e du Tour des Apennins
- 1981
  - Tour de la province de Reggio de Calabre
  - Mémorial Nencini (contre-la-montre)
  - Coppa Placci
  - 2e du Tour des Apennins
  - 3e du Grand Prix de l'industrie et de l'artisanat de Larciano
  - 7e du Tour d'Italie
  - 8e de Tirreno-Adriatico
- 1982
  - 3e du Tour de Toscane
  - 3e de la Classique d'Ordizia
  - 3e du Tour de Romagne
  - 5e du Tour de Lombardie
  - 7e du Tour du Pays Basque
- 1983
  - 3e de la Coppa Placci
- 1985
  - 8e du Tour de Lombardie

### Résultats sur les grands tours

#### Tour d'Italie
12 participations
- 1976 : 7e,  vainqueur du classement du meilleur jeune
- 1977 : 4e
- 1978 : 7e
- 1980 : non-partant (20e étape)
- 1981 : 7e
- 1982 : 12e
- 1983 : 21e
- 1984 : 17e
- 1985 : non-partant (10e étape)
- 1986 : 11e
- 1987 : 33e
- 1988 : 31e

#### Tour de France
2 participations
- 1979 : non-partant (10e étape)
- 1983 : 39e

## Distinctions
- Mémorial Gastone Nencini (révélation italienne de l'année) : 1976